# 法蘭克·羅賓森
法蘭克·羅賓森（英語：Frank Robinson，1935年8月31日—2019年2月7日），前美國職棒大聯盟球員、教練，職業生涯主要擔任外野手。羅賓森為知名的重砲手，是大聯盟500全壘打俱樂部成員之一，職業生涯共擊出586支全壘打，高居大聯盟史上第10。羅賓森在1966年拿下世界大賽MVP，不過他當教練的時期從來沒有進過季後賽。
羅賓森是第一個也是至今唯二在國聯和美聯皆獲得MVP的球員（大谷翔平在2024年成為第二個達成此成就的人），1982年羅賓森在第一次獲得票選資格時便以89.15%得票率入選美國棒球名人堂，他也是繼諾蘭·萊恩之後史上第二個被三支球隊退休球衣的球員（羅賓森比萊恩還早退休，但印地安人直到2017才把羅賓森的球衣退休）。